# Nido de cría
Se le llama nido de cría a los panales dedicados a contener a las abejas en sus primeras etapas de desarrollo (huevo, larva, pupa). 
La evolución del nido de cría se da de la siguiente forma: a principios de la primavera, la reina comienza su postura, haciéndolo de manera circular y abarcando una pequeña superficie. Estos pequeños círculos de cría, sobre ambas caras de los panales, cuando la larvas hayan crecido lo suficiente, serán operculados por las abejas. Mientras tanto, la reina, continuará desovando en forma de media luna, alrededor de la cría operculada. A medida que se va extendiendo la postura, el área se agranda, y comienza a emerger la camada de obreras de la primera postura. En las celdas desocupadas por las recién nacidas e higienizadas por las abejas nodrizas, la reina vuelve a poner sus huevos. Así el proceso se repite "tapizando" marcos completos de cría, conteniendo alrededor de las mismas algunas celdas con polen y otras con miel.
La reina no "tapizará" las celdas con cría si no encuentra lugar suficiente, es decir, si las abejas y la reina no tienen más celdas para continuar trabajando. Además de esta condición, es necesario el buen clima, cálido, que haya suficiente aporte de polen y una cantidad mínima y necesaria de abejas obreras.